# サラキア (競走馬)
サラキア（欧字名:Salacia、2015年2月5日 - ）は、日本の競走馬、繁殖牝馬。主な勝ち鞍に2020年の府中牝馬ステークス。
府中牝馬ステークスの次走エリザベス女王杯で2着に好走し、次いで引退レースの有馬記念でも2着に入った。

## 戦績

### デビュー前
2015年2月5日、北海道安平町のノーザンファームで誕生。一口馬主法人「シルクホースクラブ」から総額6000万円（1口12万円×500口）で募集され、ノーザンファーム早来の岡厩舎で育成された。
岡厩舎育成馬の同世代には、同じくシルクレーシングの所有馬で2018年の牝馬三冠などGI競走を9勝し2度のJRA賞年度代表馬に選出されたアーモンドアイがいるが、2頭の騎乗調教を担当した岡真治厩舎長は「あの世代の育成馬では、アーモンドアイよりも高い評価をしていたのがサラキアでした。馴致を始めた頃はハミを付けるのを嫌がったり、かっとしやすい性格をしていましたが、コースに出てみるとディープインパクト産駒らしい、切れのある動きを見せていました」としている。
馬名の由来はローマ神話の海水の女神、サラーキアより。

### 3歳（2018年)
ゲート試験の合格に時間がかかり、さらに2回の抽選に漏れたためにデビューが遅れ、3歳となった2018年1月21日中京の新馬戦で初出走。レースでは単勝オッズ1.6倍の1番人気に支持され、スタートで出遅れながらも先行集団に付けると、直線で前を差し切り優勝した。
その後は桜花賞への出走を目標に調整されていたが、前哨戦のチューリップ賞では出遅れが響いて4着に敗れ、桜花賞への優先出走権を逃す。その後はオークスを目指してフローラステークスに出走したが、ここでも出遅れから不利を受けて後方からの競馬となり4着に敗退、再びGIへの優先出走権を逃すこととなった。
フローラステークスの後は5月のオープン戦2着を挟み、8月の条件戦で出遅れながらもレコードタイムでの2勝目を挙げる。そして秋華賞を目指しローズステークスに出走。2番人気に推されたレースでは中団追走から直線で追い上げて2着に入り、秋華賞への優先出走権を獲得した。
迎えた秋華賞では牝馬三冠を目指すアーモンドアイが単勝1倍台の圧倒的支持を受ける中、4番人気で出走。鞍上の池添謙一が「ゲートは今までで一番出てくれた」と評したスタートから1～2コーナーで中団に付けると、直線でも伸びを見せアーモンドアイに0.5秒差の4着となった。

### 4歳（2019年）
年明け初戦は京都金杯に出走したが、直線で前が詰まって7着に敗退。続く阪神牝馬ステークスも10着に敗れる。次走のエプソムカップでは意図せず好スタートから逃げる展開となりレイエンダの2着に粘り込む走りを見せたが、その後は関屋記念5着、リステッド競走3着と好走を続けるも勝ちきれず、秋華賞以来のGIとなったエリザベス女王杯で6着となりこの年を終える。

### 5歳（2020年）
この年は愛知杯から始動したが9着、福島牝馬ステークスでは5着、2年連続の出走となったエプソムカップでは13着と敗戦が続いた。
所属するシルクホースクラブの引退期限である6歳3月末が迫るなか勝ち星を挙げられずにいたが、3歳時の条件戦以来のコンビとなる北村友一を鞍上に迎えての出走となった8月30日の小倉日経オープンで勝利し、その条件戦以来2年振りの3勝目を挙げる。
続いて10月17日の府中牝馬ステークスに出走。8頭中7番人気と人気は集めなかったが、重馬場で行われたレースでは後方追走から直線で外に持ち出し、2着シャドウディーヴァに3馬身差を付けて優勝。5歳秋にして重賞初制覇を達成した。また、このレースの1週前には同じく東京芝1800mで開催された毎日王冠で本馬の半弟であるサリオスが優勝しており、2週連続で姉弟による重賞制覇となった。
その後は、府中牝馬ステークス優勝により優先出走権を得た11月15日のエリザベス女王杯に出走。5番人気に推される。前走と同じく後方から競馬を進め、直線ではメンバー最速となる上がり3ハロン33秒7の末脚で前を追い、先に抜け出していた1番人気ラッキーライラックにクビ差の2着と好走を見せる。管理調教師の池添学は「近走は本当に充実している。きょうは勝ち馬が強かった」とコメントした。
次走は引退レースとして、12月27日の有馬記念を選択。3戦連続でコンビを組んできた北村は春秋グランプリ制覇を目指すクロノジェネシスに騎乗するため、新たに松山弘平を鞍上に迎えての出走となった。本レースではクロノジェネシスの他、フィエールマン、カレンブーケドール、ラッキーライラックなどが人気を集め、本馬は単勝オッズ74.9倍の11番人気に留まった。しかしレースでは近走同様の後方待機の競馬を選択すると、直線では外から前走と同じく上がり最速の末脚で先行馬を追い上げ、最後はクロノジェネシスにクビ差まで迫る2着で入線。有馬記念史上初の牝馬のワンツーフィニッシュとなった。レース後、鞍上の松山は「このメンバー相手に力を見せてくれたし、最後はいい脚を使ってくれたけど、2着は悔しいです」とコメント。調教師の池添は「惜しかったけど、これだけの相手に強い競馬をしてくれた」と述べた。
この有馬記念2着は119ポンドと評価され、JPNサラブレッドランキングでは4歳以上・芝の7位タイ、またワールドベストレースホースランキングにおいてはサリオスなどと並んで世界57位タイとなっている。

### 引退
6歳となった翌年、2021年1月4日付で競走馬登録を抹消。引退後はノーザンファームで繁殖牝馬となる。
通算成績20戦4勝、獲得賞金は3億5068万7000円となったが、そのうち約7割に相当する2億4391万1000円を競走生活最後の半年の4戦で稼ぎ出した。

## 競走成績
以下の内容は、netkeiba.comの情報に基づく。
| 競走日     | 競馬場 | 競走名           | 格      | 距離（馬場）  | 頭 数 | 枠 番 | 馬 番 | オッズ （人気） | 着順 | タイム （上り3F） | 着差 | 騎手      | 斤量 [kg] | 1着馬（2着馬）         | 馬体重 [kg] |
| ---------- | ------ | ---------------- | ------- | ------------- | ----- | ----- | ----- | --------------- | ---- | ----------------- | ---- | --------- | --------- | ---------------------- | ----------- |
| 2018.01.21 | 中京   | 3歳新馬          |         | 芝1600m（良） | 16    | 3     | 5     | 001.60（1人）   | 01着 | R1:37.2（34.9）   | -0.3 | 0池添謙一 | 54        | （ナリタハーデス）     | 436         |
| 0000.03.03 | 阪神   | チューリップ賞   | GII     | 芝1600m（良） | 10    | 8     | 10    | 010.90（4人）   | 04着 | R1:34.1（33.4）   | -0.2 | 0池添謙一 | 54        | ラッキーライラック     | 430         |
| 0000.04.22 | 東京   | フローラS        | GII     | 芝2000m（良） | 16    | 1     | 1     | 006.00（2人）   | 04着 | R1:59.7（33.7）   | -0.2 | 0池添謙一 | 54        | サトノワルキューレ     | 430         |
| 0000.05.27 | 京都   | 白百合S          | OP      | 芝1800m（良） | 9     | 7     | 7     | 002.60（1人）   | 02着 | R1:46.4（34.0）   | -0.5 | 0北村友一 | 54        | メイショウテッコン     | 436         |
| 0000.08.05 | 小倉   | 青島特別         | 500万下 | 芝1700m（良） | 10    | 7     | 7     | 001.50（1人）   | 01着 | R1:32.7（34.0）   | -0.6 | 0北村友一 | 52        | （アバルラータ）       | 446         |
| 0000.09.16 | 阪神   | ローズS          | GII     | 芝1800m（良） | 15    | 3     | 5     | 004.20（2人）   | 02着 | R1:45.9（33.4）   | -0.2 | 0池添謙一 | 54        | カンタービレ           | 450         |
| 0000.10.14 | 京都   | 秋華賞           | GI      | 芝2000m（良） | 17    | 3     | 5     | 014.30（4人）   | 04着 | R1:59.0（34.6）   | -0.5 | 0池添謙一 | 55        | アーモンドアイ         | 442         |
| 2019.01.05 | 京都   | 京都金杯         | GIII    | 芝1600m（良） | 17    | 1     | 2     | 004.80（2人）   | 07着 | R1:35.3（35.0）   | -0.4 | 0池添謙一 | 53        | パクスアメリカーナ     | 440         |
| 0000.04.06 | 阪神   | 阪神牝馬S        | GII     | 芝1600m（良） | 14    | 1     | 1     | 016.20（5人）   | 10着 | R1:33.9（33.3）   | -0.3 | 0池添謙一 | 54        | ミッキーチャーム       | 442         |
| 0000.06.09 | 東京   | エプソムC        | GIII    | 芝1800m（稍） | 13    | 4     | 6     | 014.30（7人）   | 02着 | R1:49.2（33.0）   | -0.1 | 0丸山元気 | 54        | レイエンダ             | 448         |
| 0000.08.11 | 新潟   | 関屋記念         | GIII    | 芝1600m（良） | 17    | 3     | 5     | 009.10（5人）   | 05着 | R1:32.4（32.9）   | -0.3 | 0丸山元気 | 54        | ミッキーグローリー     | 456         |
| 0000.10.21 | 東京   | オクトーバーS    | L       | 芝2000m（良） | 13    | 6     | 9     | 006.10（3人）   | 03着 | R1:59.3（33.9）   | -0.1 | 0石橋脩   | 54        | ダイワキャグニー       | 450         |
| 0000.11.10 | 京都   | エリザベス女王杯 | GI      | 芝2200m（良） | 18    | 8     | 17    | 057.10（9人）   | 06着 | R2:14.5（33.5）   | -0.4 | 0川田将雅 | 56        | ラッキーライラック     | 448         |
| 2020.01.18 | 小倉   | 愛知杯           | GIII    | 芝2000m（重） | 16    | 8     | 16    | 005.60（3人）   | 09着 | R2:02.4（37.7）   | -1.3 | 0川田将雅 | 55        | デンコウアンジュ       | 448         |
| 0000.04.25 | 福島   | 福島牝馬S        | GIII    | 芝1800m（良） | 16    | 2     | 3     | 006.40（4人）   | 05着 | R1:47.2（35.1）   | -0.4 | 0吉田隼人 | 54        | フェアリーポルカ       | 460         |
| 0000.06.14 | 東京   | エプソムC        | GIII    | 芝1800m（不） | 18    | 4     | 7     | 023.5（10人）   | 13着 | R1:49.9（38.0）   | -2.2 | 0石橋脩   | 54        | ダイワキャグニー       | 456         |
| 0000.08.30 | 小倉   | 小倉日経OP       | OP      | 芝1800m（良） | 12    | 7     | 10    | 005.80（3人）   | 01着 | R1:46.1（34.0）   | -0.2 | 0北村友一 | 54        | （ボッケリーニ）       | 456         |
| 0000.10.17 | 東京   | 府中牝馬S        | GII     | 芝1800m（重） | 8     | 4     | 4     | 020.20（7人）   | 01着 | R1:48.5（35.7）   | -0.1 | 0北村友一 | 54        | （シャドウディーヴァ） | 454         |
| 0000.11.15 | 阪神   | エリザベス女王杯 | GI      | 芝2200m（良） | 18    | 7     | 13    | 012.30（5人）   | 02着 | R2:10.4（33.7）   | -0.1 | 0北村友一 | 56        | ラッキーライラック     | 450         |
| 0000.12.27 | 中山   | 有馬記念         | GI      | 芝2500m（良） | 16    | 7     | 14    | 074.9（11人）   | 02着 | R2:35.0（35.4）   | -0.0 | 0松山弘平 | 55        | クロノジェネシス       | 448         |

- タイム欄のRはレコード勝ちを示す。

## 繁殖成績
|       | 馬名           | 生年   | 性 | 毛色 | 父                 | 馬主                   | 厩舎           | 戦績           |
| ----- | -------------- | ------ | -- | ---- | ------------------ | ---------------------- | -------------- | -------------- |
| 初仔  | サンタンドレア | 2022年 | 牝 | 栗毛 | エピファネイア     | （有）シルクレーシング | 栗東・池添学   | 2戦0勝（現役） |
| 2番仔 | サレジオ       | 2023年 | 牡 | 栗毛 | エピファネイア     | （有）シルクレーシング | 美浦・田中博康 | 1戦1勝（現役） |
| 3番仔 | サラキアの2024 | 2024年 | 牝 | 栗毛 | サートゥルナーリア |                        |                |                |

- 2025年4月11日現在

## 血統表
| サラキアの血統                  | サラキアの血統                                         | サラキアの血統                  | （血統表の出典）                | （血統表の出典） |
| 父系                            | サンデーサイレンス系/ヘイロー系                        | サンデーサイレンス系/ヘイロー系 | サンデーサイレンス系/ヘイロー系 | [ § 2 ]          |
| 父 ディープインパクト 2002 鹿毛 | 父の父*サンデーサイレンス Sunday Silence 1986 青鹿毛   | Halo                            | Hail to Reason                  | Hail to Reason   |
| 父 ディープインパクト 2002 鹿毛 | 父の父*サンデーサイレンス Sunday Silence 1986 青鹿毛   | Halo                            | Cosmah                          |                  |
| 父 ディープインパクト 2002 鹿毛 | 父の父*サンデーサイレンス Sunday Silence 1986 青鹿毛   | Wishing Well                    | Understanding                   | Understanding    |
| 父 ディープインパクト 2002 鹿毛 | 父の父*サンデーサイレンス Sunday Silence 1986 青鹿毛   | Wishing Well                    | Mountain Flower                 |                  |
| 父 ディープインパクト 2002 鹿毛 | 父の母*ウインドインハーヘア Wind in Her Hair 1991 鹿毛 | Alzao                           | Lyphard                         | Lyphard          |
| 父 ディープインパクト 2002 鹿毛 | 父の母*ウインドインハーヘア Wind in Her Hair 1991 鹿毛 | Alzao                           | Lady Rebecca                    |                  |
| 父 ディープインパクト 2002 鹿毛 | 父の母*ウインドインハーヘア Wind in Her Hair 1991 鹿毛 | Burghclere                      | Busted                          | Busted           |
| 父 ディープインパクト 2002 鹿毛 | 父の母*ウインドインハーヘア Wind in Her Hair 1991 鹿毛 | Burghclere                      | Highclere                       |                  |
| 母 *サロミナ Salomina 2009 鹿毛 | 母の父Lomitas 1988 栗毛                                | Niniski                         | Nijinsky                        | Nijinsky         |
| 母 *サロミナ Salomina 2009 鹿毛 | 母の父Lomitas 1988 栗毛                                | Niniski                         | Virginia Hills                  |                  |
| 母 *サロミナ Salomina 2009 鹿毛 | 母の父Lomitas 1988 栗毛                                | La Colorada                     | Surumu                          | Surumu           |
| 母 *サロミナ Salomina 2009 鹿毛 | 母の父Lomitas 1988 栗毛                                | La Colorada                     | La Dorada                       |                  |
| 母 *サロミナ Salomina 2009 鹿毛 | 母の母Saldentigerin 2001 鹿毛                          | Tiger Hill                      | *デインヒル                     | *デインヒル      |
| 母 *サロミナ Salomina 2009 鹿毛 | 母の母Saldentigerin 2001 鹿毛                          | Tiger Hill                      | The Filly                       |                  |
| 母 *サロミナ Salomina 2009 鹿毛 | 母の母Saldentigerin 2001 鹿毛                          | Salde                           | Alkalde                         | Alkalde          |
| 母 *サロミナ Salomina 2009 鹿毛 | 母の母Saldentigerin 2001 鹿毛                          | Salde                           | Saite                           |                  |
| 母系(F-No.)                     | (FN:16-c)                                              | (FN:16-c)                       | (FN:16-c)                       | [ § 3 ]          |
| 5代内の近親交配                 | Northern Dancer 5×5                                    | Northern Dancer 5×5             | Northern Dancer 5×5             | [ § 4 ]          |
| 出典                            | 1. 2. 3. 4.                                            | 1. 2. 3. 4.                     | 1. 2. 3. 4.                     | 1. 2. 3. 4.      |

- 母サロミナは2012年の独オークスの勝ち馬[38]。
- 半弟に2019年の朝日杯フューチュリティステークス、サウジアラビアロイヤルカップ、2020年・2022年の毎日王冠を勝ったサリオス（父ハーツクライ）、半妹でサリオスの全妹に2025年の阪神牝馬ステークスを勝ったサフィラがいる。
- 母系は名牝系「ドイツのSライン」に属する[39]。